# Frankie Gomez
Frankie Gómez (* 4. Februar 1992 in Lincoln Heights, Los Angeles, Kalifornien) ist ein ehemaliger US-amerikanischer Boxer.

## Amateurlaufbahn
Der aus East Los Angeles stammende Gómez begann im Alter von fünf Jahren bei Ron Rivota mit dem Boxsport, ehe er ein paar Jahre später der Polizeisportliga Police Athletic League (PAL) beitrat, wo er von Rivota und Héctor Ibarra betreut wurde. Er gewann unter anderem vier Golden-Gloves-Titel im Nachwuchsbereich und die Goldmedaille im Bantamgewicht bei der Kadetten-Weltmeisterschaft 2007 in Baku, wobei er unter anderem Fazliddin Gʻoibnazarov besiegen konnte.
Bei den Erwachsenen gewann er 2009 die US-Meisterschaften in Denver und siegte dabei im Halbweltergewicht unter anderem gegen Jamel Herring und José Benavidez. Er wurde daraufhin bei der Weltmeisterschaft 2009 in Mailand aufgeboten und kämpfte sich dort mit Siegen gegen Michail Bakatura, Lewan Gwamichawa, Sanscharbek Rachmonov, Egidijus Kavaliauskas und Gyula Káté in das Finale des Halbweltergewichts vor, wo er gegen den Kubaner Roniel Iglesias unterlag. Insgesamt gewann er als Amateur 120 von 128 Kämpfen.

## Profikarriere
Im Februar 2010 unterzeichnete er einen Mehrjahresvertrag beim US-Promoter Golden Boy von Óscar de la Hoya und bestritt seine Profikarriere von April 2010 bis Mai 2016, wobei er jeden seiner 21 Kämpfe gewinnen konnte. Einer seiner bedeutendsten Siege gelang ihm 2014 gegen Vernon Paris (Kampfbilanz 28-1). Aufgrund von Gewichts- und Trainingsproblemen, die ihn von Juli 2014 bis Oktober 2015 inaktiv machten und auch einen von HBO übertragenen Kampf gegen Humberto Soto unmöglich machten, bestritt er ab Mai 2016 keinen Kampf mehr.